# Augusto Gansser
Augusto Gansser (Milán, 28 de octubre de 1910-Massagno, 9 de enero de 2012) fue un científico, doctor en geología, investigador y profesor suizo.

## Formación y primeras expediciones
Augusto Gansser nació el 28 de octubre de 1910 como hijo de padres suizos en Milán y estudió en Lugano y Trogen. A partir de 1929 estudió Geología en la Universidad de Zúrich, doctorándose en 1936. Desde 1934 realizó expediciones. Su primer viaje lo llevó en 1934 a Groenlandia; en su segundo viaje participó con Arnold Heim en la primera expedición suiza al Himalaya, que duró 8 meses.
Su investigación tuvo un rol muy importante en la determinación de las estructuras geológicas de la cordillera del Himalaya. Fue el primero en estudiar la meseta tibetana y fue quien descubrió el punto de unión entre las placas tectónicas india y euroasiática. Como en este tiempo el ingreso a Tíbet estaba prohibido para extranjeros, Gansser se disfrazó de monje budista.

## Investigación, trabajo y profesorado
Después de su regreso, Augusto Gansser se casó con Linda Biaggi de Lugano, que llevaba el apodo «Toti». Tuvieron dos hijos y cuatro hijas.

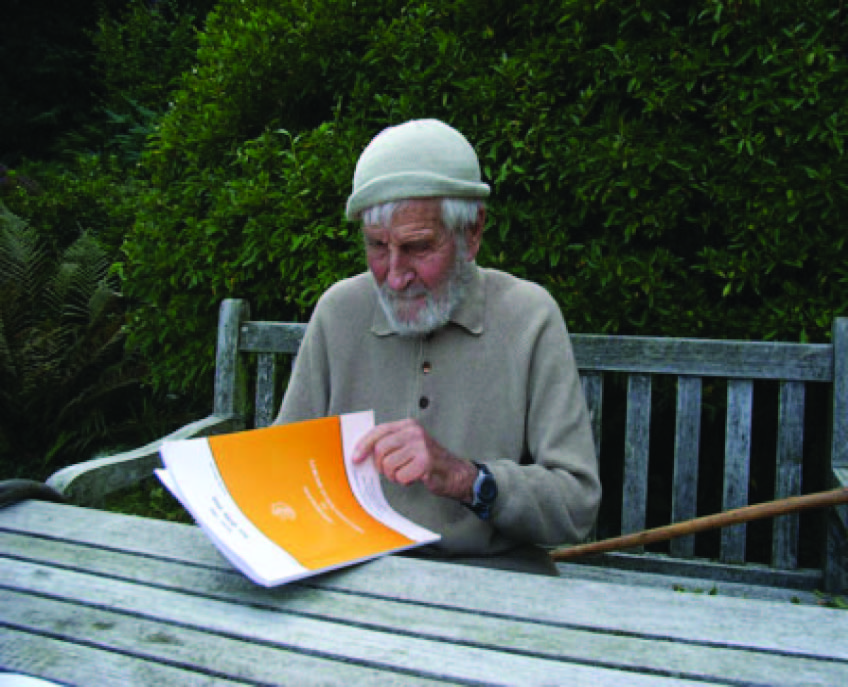
Augusto Gansser en septiembre de 2007.

De 1938 hasta 1946 vivieron en Colombia, donde Gansser trabajó para la multinacional Shell, explorando reservas petroleras. En enero de 1939 realizó un viaje a la Sierra Nevada del Cocuy -la segunda sierra en importancia de Colombia que tiene las mayores alturas de la cordillera Oriental, ubicada dentro del parque nacional natural El Cocuy - donde realizó conjuntamente con su esposa la primera ascensión al pico Cóncavo (5200 m s. n. m.) y a otro pico de 4800 m s. n. m., al cual denominó Toti, por el nombre de pila de su mujer.
De 1947 hasta 1949 Gansser y su familia vivió en la isla de Trinidad, nuevamente contratado por Shell. Luego, como geólogo en jefe trabajó para la empresa estatal de petróleos del Irán National Iranian Oil Company, entre 1950 y 1957.
En 1958 le ofrecieron el cargo de profesor de geología en las universidades Escuela Politécnica Federal de Zúrich (Eidgenössische Technische Hochschule) y Universidad de Zúrich (Universität Zürich), donde enseñó hasta el año 1977. En este tiempo y después, continuó sus investigaciones y viajes a Ladakh, Nepal, Bután, el Ártico, el Ural, Afghanistán, Patagonia y la Antártida. Particularmente fructíferas fueron para él las cinco expediciones a Bután entre 1963 y 1977. Gansser fue el primero en cartografiar este reino asiático aislado.

## Últimos años
Gansser vivió solo en Lugano, después de la muerte de su esposa en el año 2000. Falleció el 9 de enero de 2012 en Massagno (Lugano), Suiza, a la edad de 101 años.

## Premios
- 1998 - King Albert Medal of Merit, de la Fundación King Albert.[4]
- 1982 Medalla Gustav Steinmann otorgada por la Asociación Geológica.[5]
- - Título honorífico «Baba Himalaya» (padre del Himalaya), otorgado por la Universidad de Peshawar en Pakistán.
- - Medalla Wollaston de la Geological Society.